# 聖路易斯 (阿根廷)

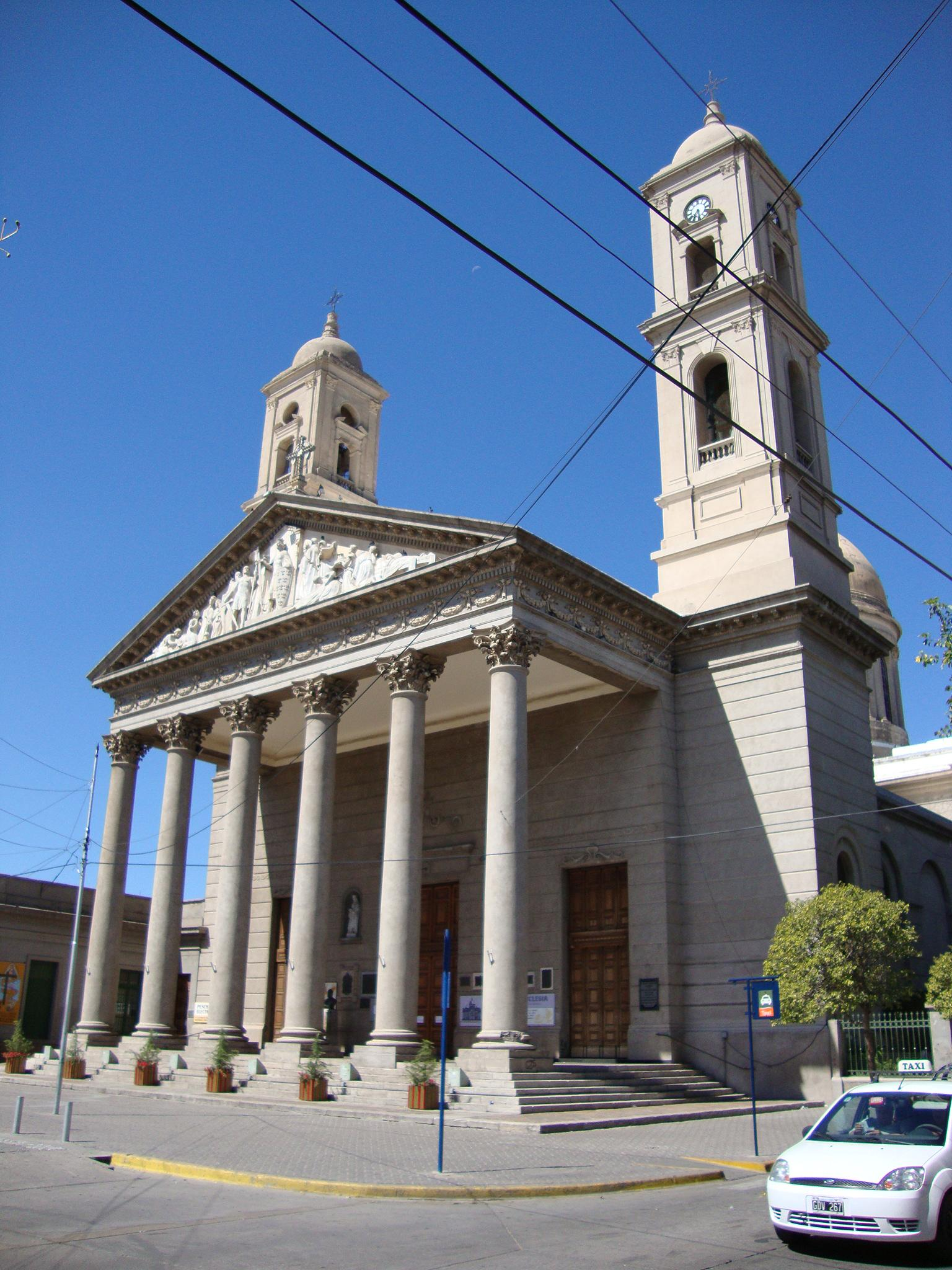
聖路易斯

聖路易斯（西班牙語：San Luis，西班牙語發音：[ˈsan ˈlwis]）是阿根廷的城市，也是圣路易斯省的首府，位於該國中部，距離首都布宜諾斯艾利斯791公里，始建於1594年8月25日，海拔高度730米，每年平均降雨量627毫米，2001年人口153,322。

## 外部連結
- Official Site (Spanish)
- City info （页面存档备份，存于） (English)
- CuyoNoticias digital newspaper (Spanish-English)